# 石榑敬一
石榑 敬一（いしぐれ けいいち、1890年12月5日 - 1968年11月1日）は、日本の政治家。衆議院議員（1期）。

## 経歴
岐阜県岐阜市生まれ。1908年岐阜県立農林学校卒。陸軍に入り、中尉まで進む。その後、岐阜市主事、三里村（現・岐阜市）村長、岐阜県会議員、岐阜在郷軍人連合分会長、岐阜市警防団長などを歴任する。
1928年12月4日から1931年10月15日まで第36代岐阜県会副議長を務めた。
1942年の総選挙（いわゆる翼賛選挙）では、岐阜1区（当時）から立候補する。翼協の非推薦ながら在郷軍人会をバックに当選を果たす。衆議院議員は1期務めた。

### 1955年岐阜市長選挙
戦後の1955年の岐阜市長選挙に立候補したが、自由党推薦の松尾吾策に敗れて落選した。
※当日有権者数：-人 最終投票率：77.52%（前回比： 13.42pts）
| 候補者名 | 年齢 | 所属党派 | 新旧別 | 得票数   | 得票率 | 推薦・支持 |
| -------- | ---- | -------- | ------ | -------- | ------ | ---------- |
| 松尾吾策 | 52   | 無所属   | 新     | 63,335票 | 57.6%  | 自由推薦   |
| 東前豊   | 61   | 無所属   | 現     | 27,491票 | 25.0%  | 民主推薦   |
| 石榑敬一 | 64   | 無所属   | 新     | 14,701票 | 13.4%  | -          |
| 伊藤正三 | 47   | 無所属   | 新     | 4,387票  | 4.0%   | -          |

1968年死去。